# Grand Prix Bahrajnu 2021
Grand Prix Bahrajnu 2021, oficjalnie Formula 1 Gulf Air Bahrain Grand Prix 2021 – pierwsza runda Mistrzostw Świata Formuły 1 w sezonie 2021. Grand Prix odbyło się w dniach 26–28 marca 2021 na torze Bahrain International Circuit w Sakhir. Wyścig wygrał Lewis Hamilton (Mercedes), a na podium kolejno stanęli po starcie z pole position Max Verstappen (Red Bull) oraz Valtteri Bottas (Mercedes).

## Tło
W pierwotnej wersji kalendarza na sezon 2021 Grand Prix Bahrajnu miało być drugą eliminacją, po Grand Prix Australii. Jednakże wskutek obostrzeń związanych z pandemią COVID-19 Grand Prix Australii zostało przesunięte na listopad, dzięki czemu Grand Prix Bahrajnu będzie pierwszą rundą sezonu 2021.
Tym samym uczestnictwo w Grand Prix Bahrajnu było debiutem w Formule 1 dla zespołu Alpine, który zastąpił Renault. Ponadto po raz pierwszy od 1960 roku w mistrzostwach świata wystartował Aston Martin, który przejął Racing Point. Debiutantami wśród kierowców byłi Yūki Tsunoda, Nikita Mazepin i Mick Schumacher.

## Lista startowa
| Nr          | Kierowca           | Zespół                                  | Samochód                          | Silnik                      | Opony |
| ----------- | ------------------ | --------------------------------------- | --------------------------------- | --------------------------- | ----- |
| 3           | Daniel Ricciardo   | McLaren F1 Team                         | McLaren MCL35M                    | Mercedes-AMG F1 M12 1,6 V6T | P     |
| 4           | Lando Norris       | McLaren F1 Team                         | McLaren MCL35M                    | Mercedes-AMG F1 M12 1,6 V6T | P     |
| 5           | Sebastian Vettel   | Aston Martin Cognizant Formula One Team | Aston Martin AMR21                | Mercedes-AMG F1 M12 1,6 V6T | P     |
| 6           | Nicholas Latifi    | Williams Racing                         | Williams FW43B                    | Mercedes-AMG F1 M12 1,6 V6T | P     |
| 7           | Kimi Räikkönen     | Alfa Romeo Racing ORLEN                 | Alfa Romeo C41                    | Ferrari 065/6 1,6 V6T       | P     |
| 9           | Nikita Mazepin     | Uralkali Haas F1 Team                   | Haas VF-21                        | Ferrari 065/6 1,6 V6T       | P     |
| 10          | Pierre Gasly       | Scuderia AlphaTauri Honda               | AlphaTauri AT02                   | Honda RA621H 1,6 V6T        | P     |
| 11          | Sergio Pérez       | Red Bull Racing Honda                   | Red Bull RB16B                    | Honda RA621H 1,6 V6T        | P     |
| 14          | Fernando Alonso    | Alpine F1 Team                          | Alpine A521                       | Renault E-Tech 20B 1,6 V6T  | P     |
| 16          | Charles Leclerc    | Scuderia Ferrari Mission Winnow         | Ferrari SF21                      | Ferrari 065/6 1,6 V6T       | P     |
| 18          | Lance Stroll       | Aston Martin Cognizant Formula One Team | Aston Martin AMR21                | Mercedes-AMG F1 M12 1,6 V6T | P     |
| 22          | Yūki Tsunoda       | Scuderia AlphaTauri Honda               | AlphaTauri AT02                   | Honda RA621H 1,6 V6T        | P     |
| 31          | Esteban Ocon       | Alpine F1 Team                          | Alpine A521                       | Renault E-Tech 20B 1,6 V6T  | P     |
| 33          | Max Verstappen     | Red Bull Racing Honda                   | Red Bull RB16B                    | Honda RA621H 1,6 V6T        | P     |
| 44          | Lewis Hamilton     | Mercedes-AMG Petronas Formula One Team  | Mercedes-AMG F1 W12 E Performance | Mercedes-AMG F1 M12 1,6 V6T | P     |
| 47          | Mick Schumacher    | Uralkali Haas F1 Team                   | Haas VF-21                        | Ferrari 065/6 1,6 V6T       | P     |
| 55          | Carlos Sainz Jr.   | Scuderia Ferrari Mission Winnow         | Ferrari SF21                      | Ferrari 065/6 1,6 V6T       | P     |
| 63          | George Russell     | Williams Racing                         | Williams FW43B                    | Mercedes-AMG F1 M12 1,6 V6T | P     |
| 77          | Valtteri Bottas    | Mercedes-AMG Petronas Formula One Team  | Mercedes-AMG F1 W12 E Performance | Mercedes-AMG F1 M12 1,6 V6T | P     |
| 99          | Antonio Giovinazzi | Alfa Romeo Racing ORLEN                 | Alfa Romeo C41                    | Ferrari 065/6 1,6 V6T       | P     |
| Źródło: FIA |                    |                                         |                                   |                             |       |

## Wyniki

### Zwycięzcy sesji treningowych
| Sesja       | Nr | Kierowca       | Konstruktor | Czas     | Okr. |
| ----------- | -- | -------------- | ----------- | -------- | ---- |
| 1           | 33 | Max Verstappen | Red Bull    | 1:31,394 | 12   |
| 2           | 33 | Max Verstappen | Red Bull    | 1:30,847 | 23   |
| 3           | 33 | Max Verstappen | Red Bull    | 1:30,577 | 11   |
| Źródło: FIA |    |                |             |          |      |

### Kwalifikacje
| P                    | Nr | Kierowca           | Konstruktor           | Czasy w kwalifikacjach | Czasy w kwalifikacjach | Czasy w kwalifikacjach | Poz. s. |
| P                    | Nr | Kierowca           | Konstruktor           | Q1                     | Q2                     | Q3                     | Poz. s. |
| -------------------- | -- | ------------------ | --------------------- | ---------------------- | ---------------------- | ---------------------- | ------- |
| 1                    | 33 | Max Verstappen     | Red Bull Racing-Honda | 1:30,499               | 1:30,318               | 1:28,997               | 1       |
| 2                    | 44 | Lewis Hamilton     | Mercedes              | 1:30,617               | 1:30,085               | 1:29,385               | 2       |
| 3                    | 77 | Valtteri Bottas    | Mercedes              | 1:31,200               | 1:30,186               | 1:29,586               | 3       |
| 4                    | 16 | Charles Leclerc    | Ferrari               | 1:30,691               | 1:30,010               | 1:29,678               | 4       |
| 5                    | 10 | Pierre Gasly       | AlphaTauri-Honda      | 1:30,848               | 1:30,513               | 1:29,809               | 5       |
| 6                    | 3  | Daniel Ricciardo   | McLaren-Mercedes      | 1:30,795               | 1:30,222               | 1:29,927               | 6       |
| 7                    | 4  | Lando Norris       | McLaren-Mercedes      | 1:30,902               | 1:30,099               | 1:29,974               | 7       |
| 8                    | 55 | Carlos Sainz Jr.   | Ferrari               | 1:31,653               | 1:30,009               | 1:30,215               | 8       |
| 9                    | 14 | Fernando Alonso    | Alpine-Renault        | 1:30,863               | 1:30,595               | 1:30,249               | 9       |
| 10                   | 18 | Lance Stroll       | Aston Martin-Mercedes | 1:31,261               | 1:30,624               | 1:30,601               | 10      |
| 11                   | 11 | Sergio Pérez       | Red Bull Racing-Honda | 1:31,165               | 1:30,659               |                        | 11      |
| 12                   | 99 | Antonio Giovinazzi | Alfa Romeo-Ferrari    | 1:30,998               | 1:30,708               |                        | 12      |
| 13                   | 22 | Yūki Tsunoda       | AlphaTauri-Honda      | 1:30,607               | 1:31,203               |                        | 13      |
| 14                   | 7  | Kimi Räikkönen     | Alfa Romeo-Ferrari    | 1:31,547               | 1:31,238               |                        | 14      |
| 15                   | 63 | George Russell     | Williams-Mercedes     | 1:31,316               | 1:33,430               |                        | 15      |
| 16                   | 31 | Esteban Ocon       | Alpine-Renault        | 1:31,724               |                        |                        | 16      |
| 17                   | 6  | Nicholas Latifi    | Williams-Mercedes     | 1:31,936               |                        |                        | 17      |
| 18                   | 5  | Sebastian Vettel   | Aston Martin-Mercedes | 1:32,056               |                        |                        | 20      |
| 19                   | 47 | Mick Schumacher    | Haas-Ferrari          | 1:32,449               |                        |                        | 18      |
| 20                   | 9  | Nikita Mazepin     | Haas-Ferrari          | 1:33,273               |                        |                        | 19      |
| 107% czasu: 1:36,833 |    |                    |                       |                        |                        |                        |         |
| Źródło: FIA          |    |                    |                       |                        |                        |                        |         |

Uwagi
1. ↑  Sebastian Vettel otrzymał karę cofnięcia o 5 pozycji za niespowolnienie podczas podwójnych żółtych flag[11].

### Wyścig
| P           | Nr | Kierowca           | Konstruktor           | Okr. | Czas                       | Start | +/–       | Punkty |
| ----------- | -- | ------------------ | --------------------- | ---- | -------------------------- | ----- | --------- | ------ |
| 1           | 44 | Lewis Hamilton     | Mercedes              | 56   | 1:32:03,897                | 2     | 1         | 25     |
| 2           | 33 | Max Verstappen     | Red Bull Racing-Honda | 56   | +0,745                     | 1     | 1         | 18     |
| 3           | 77 | Valtteri Bottas    | Mercedes              | 56   | +37,383                    | 3     | Bez zmian | 15+1   |
| 4           | 4  | Lando Norris       | McLaren-Mercedes      | 56   | +46,466                    | 7     | 3         | 12     |
| 5           | 11 | Sergio Pérez       | Red Bull Racing-Honda | 56   | +52,047                    | PL    | 15        | 10     |
| 6           | 16 | Charles Leclerc    | Ferrari               | 56   | +59,090                    | 4     | 2         | 8      |
| 7           | 3  | Daniel Ricciardo   | McLaren-Mercedes      | 56   | +1:06,004                  | 6     | 1         | 6      |
| 8           | 55 | Carlos Sainz Jr.   | Ferrari               | 56   | +1:07,100                  | 8     | Bez zmian | 4      |
| 9           | 22 | Yūki Tsunoda       | AlphaTauri-Honda      | 56   | +1:25,692                  | 13    | 4         | 2      |
| 10          | 18 | Lance Stroll       | Aston Martin-Mercedes | 56   | +1:26,713                  | 10    | Bez zmian | 1      |
| 11          | 7  | Kimi Räikkönen     | Alfa Romeo-Ferrari    | 56   | +1:28,864                  | 14    | 3         |        |
| 12          | 99 | Antonio Giovinazzi | Alfa Romeo-Ferrari    | 55   | +1 okrążenie               | 12    | Bez zmian |        |
| 13          | 31 | Esteban Ocon       | Alpine-Renault        | 55   | +1 okrążenie               | 16    | 3         |        |
| 14          | 63 | George Russell     | Williams-Mercedes     | 55   | +1 okrążenie               | 15    | 1         |        |
| 15          | 5  | Sebastian Vettel   | Aston Martin-Mercedes | 55   | +1 okrążenie               | 20    | 5         |        |
| 16          | 47 | Mick Schumacher    | Haas-Ferrari          | 55   | +1 okrążenie               | 18    | 2         |        |
| 17          | 10 | Pierre Gasly       | AlphaTauri-Honda      | 52   | NU (uszkodzenia kolizyjne) | 5     | 12        |        |
| 18          | 6  | Nicholas Latifi    | Williams-Mercedes     | 51   | NU (turbosprężarka)        | 17    | 1         |        |
| NS          | 14 | Fernando Alonso    | Alpine-Renault        | 32   | NU (hamulce)               | 9     |           |        |
| NS          | 9  | Nikita Mazepin     | Haas-Ferrari          | 0    | NU (wypadek)               | 19    |           |        |
| Źródło: FIA |    |                    |                       |      |                            |       |           |        |

Uwagi
1. ↑  Dodatkowy 1 punkt jest przyznawany kierowcy, który ustanowił najszybsze okrążenie w wyścigu, pod warunkiem, że ukończył wyścig w pierwszej 10.
2. ↑  Sergio Pérez zakwalifikował się na jedenastym miejscu, ale zjechał do alei serwisowej po okrążeniu formującym, a jego miejsce na polu startowym pozostało wolne.
3. ↑  Sebastian Vettel otrzymał karę 10 sekund doliczonych do uzyskanego czasu za spowodowanie kolizji z Estebanem Oconem, ale nie wpłynęło to na jego pozycję końcową[14].
4. 1 2  Pierre Gasly oraz Nicholas Latifi zostali sklasyfikowani, ponieważ przejechali więcej niż 90% dystansu wyścigu.

### Najszybsze okrążenie
| Nr          | Kierowca        | Konstruktor | Czas     | Okr. |
| ----------- | --------------- | ----------- | -------- | ---- |
| 77          | Valtteri Bottas | Mercedes    | 1:32,090 | 56   |
| Źródło: FIA |                 |             |          |      |

### Prowadzenie w wyścigu
| Nr                              | Kierowca       | Konstruktor | Okrążenia    | Suma |
| ------------------------------- | -------------- | ----------- | ------------ | ---- |
| 33                              | Max Verstappen | Red Bull    | 1–17, 28–39  | 28   |
| 44                              | Lewis Hamilton | Mercedes    | 18–27, 40–56 | 28   |
| \| Wykres \| \| ------ \| \| \| |                |             |              |      |
| Źródło: FIA                     |                |             |              |      |
| Wykres                          |                |             |              |      |
|                                 |                |             |              |      |

## Klasyfikacja po wyścigu

### Kierowcy
Źródło: FIA
| P                 | +/− | Kierowca           | Starty | Punkty | P1 | P2 | P3 | PP | NO | NS |
| ----------------- | --- | ------------------ | ------ | ------ | -- | -- | -- | -- | -- | -- |
| 1                 | N   | Lewis Hamilton     | 1      | 25     | 1  | –  | –  | –  | –  | –  |
| 2                 | N   | Max Verstappen     | 1      | 18     | –  | 1  | –  | 1  | –  | –  |
| 3                 | N   | Valtteri Bottas    | 1      | 16     | –  | –  | 1  | –  | 1  | –  |
| 4                 | N   | Lando Norris       | 1      | 12     | –  | –  | –  | –  | –  | –  |
| 5                 | N   | Sergio Pérez       | 1      | 10     | –  | –  | –  | –  | –  | –  |
| 6                 | N   | Charles Leclerc    | 1      | 8      | –  | –  | –  | –  | –  | –  |
| 7                 | N   | Daniel Ricciardo   | 1      | 6      | –  | –  | –  | –  | –  | –  |
| 8                 | N   | Carlos Sainz Jr.   | 1      | 4      | –  | –  | –  | –  | –  | –  |
| 9                 | N   | Yūki Tsunoda       | 1      | 2      | –  | –  | –  | –  | –  | –  |
| 10                | N   | Lance Stroll       | 1      | 1      | –  | –  | –  | –  | –  | –  |
| 11                | N   | Kimi Räikkönen     | 1      | 0      | –  | –  | –  | –  | –  | –  |
| 12                | N   | Antonio Giovinazzi | 1      | 0      | –  | –  | –  | –  | –  | –  |
| 13                | N   | Esteban Ocon       | 1      | 0      | –  | –  | –  | –  | –  | –  |
| 14                | N   | George Russell     | 1      | 0      | –  | –  | –  | –  | –  | –  |
| 15                | N   | Sebastian Vettel   | 1      | 0      | –  | –  | –  | –  | –  | –  |
| 16                | N   | Mick Schumacher    | 1      | 0      | –  | –  | –  | –  | –  | –  |
| 17                | N   | Pierre Gasly       | 1      | 0      | –  | –  | –  | –  | –  | –  |
| 18                | N   | Nicholas Latifi    | 1      | 0      | –  | –  | –  | –  | –  | –  |
| Niesklasyfikowani |     |                    |        |        |    |    |    |    |    |    |
| –                 |     | Fernando Alonso    | 1      | –      | –  | –  | –  | –  | –  | 1  |
| –                 |     | Nikita Mazepin     | 1      | –      | –  | –  | –  | –  | –  | 1  |
| P                 | +/− | Kierowca           | Starty | Punkty | P1 | P2 | P3 | PP | NO | NS |

### Konstruktorzy
Źródło: FIA
| P  | +/− | Konstruktor               | Starty | Punkty | P1 | P2 | P3 | PP | NO | NS |
| -- | --- | ------------------------- | ------ | ------ | -- | -- | -- | -- | -- | -- |
| 1  | N   | Mercedes                  | 2      | 41     | 1  | –  | 1  | –  | 1  | –  |
| 2  | N   | Red Bull Racing-Honda     | 2      | 28     | –  | 1  | –  | 1  | –  | –  |
| 3  | N   | McLaren-Mercedes          | 2      | 18     | –  | –  | –  | –  | –  | –  |
| 4  | N   | Ferrari                   | 2      | 12     | –  | –  | –  | –  | –  | –  |
| 5  | N   | Scuderia AlphaTauri-Honda | 2      | 2      | –  | –  | –  | –  | –  | –  |
| 6  | N   | Aston Martin-Mercedes     | 2      | 1      | –  | –  | –  | –  | –  | –  |
| 7  | N   | Alfa Romeo Racing-Ferrari | 2      | 0      | –  | –  | –  | –  | –  | –  |
| 8  | N   | Alpine-Renault            | 2      | 0      | –  | –  | –  | –  | –  | 1  |
| 9  | N   | Williams-Mercedes         | 2      | 0      | –  | –  | –  | –  | –  | –  |
| 10 | N   | Haas-Ferrari              | 2      | 0      | –  | –  | –  | –  | –  | 1  |
| P  | +/− | Konstruktor               | Starty | Punkty | P1 | P2 | P3 | PP | NO | NS |